# Дело Владимира Зубкова

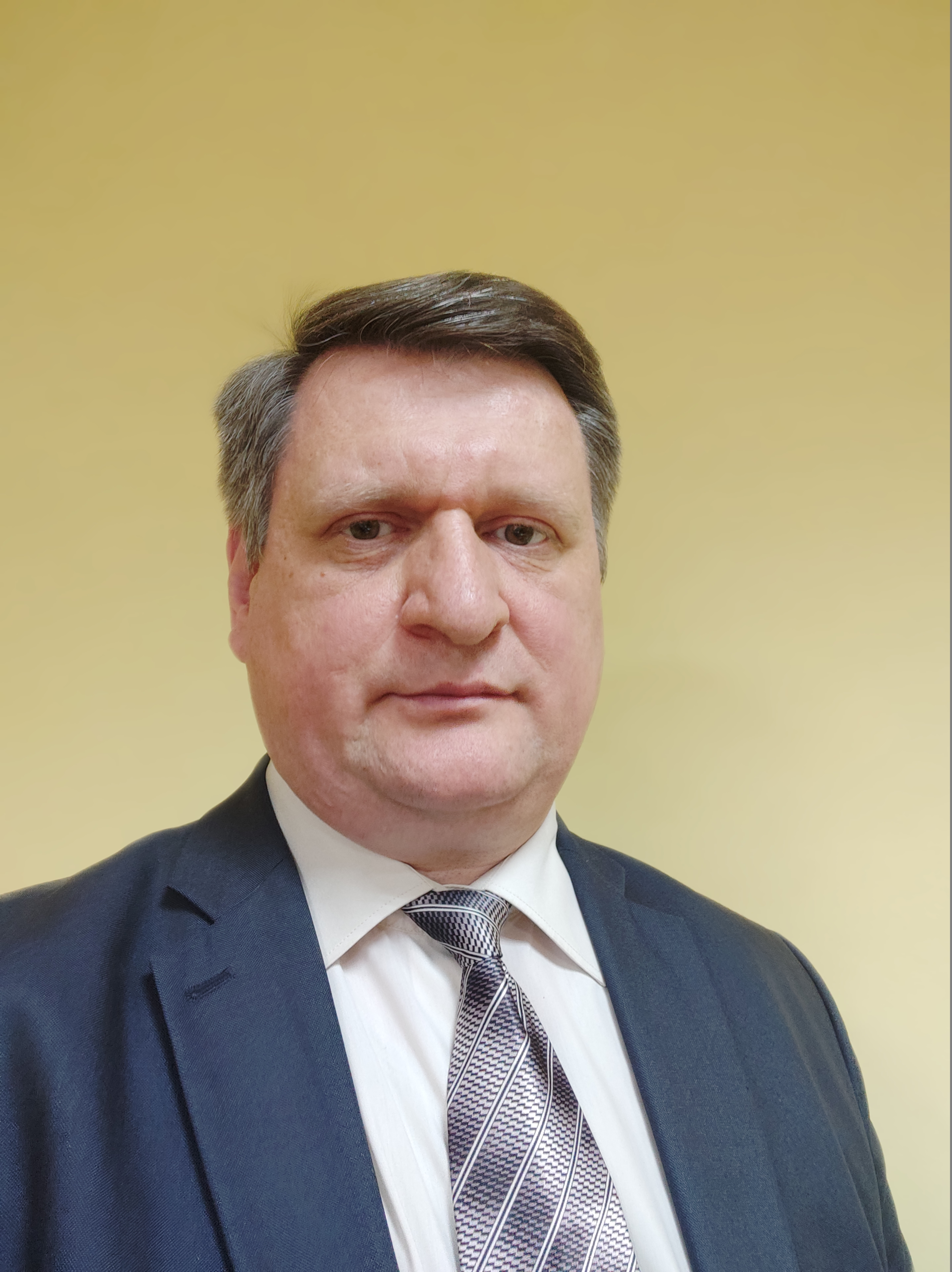
Владимир Зубков

Дело Владимира Зубкова — уголовное дело, возбуждённое в 2016 году против ярославского адвоката и депутата муниципалитета города Ярославля Владимира Владимировича Зубкова, обвинявшегося в двух покушениях на мошенничество и фальсификации доказательств. В частности, ему инкриминировали попытку присвоить сумму в размере 2,5 млн. рублей со своего бывшего подзащитного путём предоставления подложных документов в гражданском иске. Дело вызвало большой общественный резонанс: сторонники Зубкова утверждали, что дело было возбуждено с целью прекращения правозащитной и политической карьеры адвоката. 20 сентября 2019 года Зубков был признан виновным в двух покушениях на мошенничество и одном случае фальсификации доказательств и был приговорён к 4 годам лишения свободы. 22 декабря 2023 года суд заменил Зубкову наказание в виде лишения свободы на принудительные работы сроком на 8 месяцев 5 дней.

## Личность

### Профессиональная карьера
Владимир Владимирович Зубков родился 30 апреля 1971 года в городе Махарадзе (Грузинская ССР). В 1989 году поступил в Ярославский государственный университет им. П. Г. Демидова, который окончил в 1994 году по специальности «правоведение». С июня 1994 года работал адвокатом в Архангельской областной коллегии адвокатов, через год перешёл в Ярославскую коллегию адвокатов, работая в Тутаевской юридической консультации и Заволжской юридической консультации Ярославля. Один из учредителей Ярославской коллегии адвокатов «Демос». По состоянию на 2012 год был президентом Ярославской коллегии адвокатов «ЗУБР». В 2006 году окончил Московский психолого-социальный институт, начал преподавать право в Академии труда и социальных отношений, РГГУ и Московском психолого-социальном институте. С 7 декабря 2011 года возглавлял Ярославское региональное отделение партии «Яблоко». Женат, есть сын Никита и дочь Екатерина.
Согласно заявлениям партии «Яблоко», Зубков участвовал в рассмотрении многих резонансных уголовных дел Ярославской области, добившись оправдания ряда лиц, обвинявшихся в тяжких преступлениях, а также представлял факты попыток подделки доказательств и фальисифкации показаний в некоторых делах. Так, среди рассматриваемых им дел было резонансное дело об убийстве 7 мая 2007 года беременной девушки-оператора женщины в зале игровых автоматов Ярославля, которое находилось под личным контролем Владимира Путина. Подзащитный Зубкова Александр Иванов, ранее трижды судимый за грабёж и хулиганство, сначала был оправдан в ходе первого судебного процесса, но затем судебный приговор был отменён, и Иванов получил 19 лет лишения свободы. Тогда Зубков утверждал, что Иванова осудили на показаниях некоего свидетеля, который ранее был осуждён за изнасилование, но формально был взят под стражу за 49 дней до убийства. Самого же Иванова, по версии Зубкова, во время следствия могли вывезти во «Владимирский централ» и под угрозами заставили оговорить себя. Владимир Зубков настаивал на невиновности Иванова и на том, что подлинный убийца остался на свободе.
На судебном процессе по делу бывшего мэра Ярославля Евгения Урлашова Владимир Зубков представлял интересы потерпевшего Сергея Шмелёва, директора компании «Радострой», которая выполняла работы по содержанию дорог Ярославля в первом полугодии 2013 года. Урлашов даже требовал удалить Зубкова и не допускать его к даче показаний, но его ходатайство отклонили. Урлашов в итоге был приговорён к 12,5 годам тюрьмы и штрафу в размере 60 миллионов рублей. При этом в феврале 2016 года Зубков неожиданно вышел из судебного процесса по делу Урлашова, отправив Шмелёву SMS-сообщение с отказом от продолжения дела, что стало неожиданностью для Шмелёва.

### Политическая карьера
В 2011 и в 2016 годах Зубков был кандидатом в депутаты в Государственную Думу РФ шестого и седьмого созыва. В 2012 году выразил о своем желании баллотироваться от партии «Яблоко» на должность мэра Ярославля, но избирательная комиссия отказала ему в регистрации, поскольку из предоставленных им подписных листов многие были признаны не действительными. В октябре того же года был избран депутатом муниципалитета города Ярославля, причём утверждал, что всё это время против него работал тогдашний мэр Евгений Урлашов. Занимал посты секретаря комиссии муниципалитета по бюджету, финансам и налоговой политике, а также входил в комиссию муниципалитета по вопросам городского самоуправления, законности и правопорядка. В 2013 году принимал участие в выборах депутатов Ярославской областной думы по спискам партии по одномандатному округу. Несмотря на свои намерения принять в сентябре 2017 года в выборах в муниципалитет Ярославля, Зубков не принял в них участие, не признав легитимность нового руководителя ярославского отделения «Яблока» Олега Виноградова.
Будучи депутатом муниципалитета Ярославля, Зубков поддерживал отмену ряда льгот в отношении областных чиновников и настаивал на сокращении расходов на административный аппарат, а сэкономленные средства предлагал перераспределить так, чтобы повысить эффективность работы с обращениями граждан. Сам он поначалу поддерживал избранного мэром города Евгения Урлашова, но позже разочаровался в нём, поскольку осознал, что обещанных Урлашовым изменений в стиле руководства и политике не произошло. В апреле 2013 года, комментируя слова Урлашова телеканалу «Дождь» об отремонтированных 40 км дорог, он заявил, что в действительности было сделано 40 тысяч м² дорог, из которых было принято 20 тысяч м² (около 2 км), и раскритиковал его за манипуляцию цифрами. В июне того же года Урлашов был арестован по обвинению в попытке получения взятки, которую он вымогал у Сергея Шмелёва.
В 2016 году Владимир Зубков также представлял интересы мэрии Ярославля в гражданском иске, о принятии которого 12 февраля в Кировский районный суд было подано ходатайство в рамках уголовного дела Евгения Урлашова. Иск был связан с передачей имущества ОАО «Городское дорожное управление» в пользу строительной компании «Ярдорстрой», владельцем которой был Эдуард Авдалян. По версии следствия, сделка состоялась по распоряжению Урлашова после того, как он получил взятку от Авдаляна. Ходатайство осталось без удовлетворения.

## Предъявление обвинений
12 апреля 2016 года в отношении Зубкова было возбуждено уголовное дело по факту мошенничества. Согласно данным Следственного управления СКР по Ярославской области, в 2015 году Зубков в ходе судебного разбирательства по гражданскому делу пытался взыскать со своего бывшего подзащитного Сергея Котова сумму в размере 2,5 млн. рублей за оказание юридических услуг (формально 1,5 млн. рублей за услуги плюс проценты в размере 1 млн. рублей). Зубков, по версии обвинения, предоставил ряд подложных документов в качестве обоснования для иска, но суд не принял эти документы в качестве доказательств и отказал в удовлетворении исковых требований. Следствие также утверждало, что юридическая помощь была оплачена сестрой Сергея Котова адвокату Зубкову в полном объёме: оплату договора, действовавшего в период с 21 февраля по 13 июля 2011 года, оплатили сестра и сожительница Котова, не потребовав от адвоката никаких расписок о получении денег.
По версии ярославского отделения партии «Яблоко», уголовное дело могло быть связано с правозащитной деятельностью Зубкова, а фабулой послужил конфликт Владимира Зубкова с его клиентом Сергеем Котовым, который и был тем самым ответчиком по гражданскому иску 2015 года. Котов обвинялся в заказном убийстве: уголовное дело по факту совершённого убийства было возбуждено в апреле 1999 года. В марте 2011 года Зубков добился оправдания Котова, доказав, что дело было сфабриковано: обвиняемый пробил в тюрьме 4 месяца и 22 дня. Зубков утверждал, что после освобождения Котов попросил перенести сроки оплаты за юридические услуги, но в назначенное время отказался от оплаты. Он попросил адвоката выдать фиктивную квитанцию об уплате гонорара, чтобы взыскать деньги с государства и затем оплатить услуги адвоката. Зубков отказался от этого предложения, расценив это как подлог, и подал в суд на Котова, предоставив в суде акт выполненных работ и расписки, подтверждающие наличие долга. Котов заявил, что представленные его бывшим адвокатом документы являются фальшивыми. Зубков утверждал в суде, что у Котова были связи, позволявшие ему при необходимости сфабриковать заключения; сам Котов, ещё будучи в статусе подсудимого, безуспешно пытался предложить Зубкову свои связи, чтобы обеспечить оправдательный приговор. В итоге Кировский районный суд в 2015 году отказал Зубкову в удовлетворении иска. 22 марта 2016 года следователем Валентином Девятовским были изъяты документы в кабинете судьи, упоминавшиеся в качестве доказательств по делу. По словам Зубкова, параллельно со слушанием гражданского дела в суде ответчик написал на него заявление о фальсификации документов.
Официально обвинение Зубкову было предъявлено только в январе 2017 года: сам адвокат заявил, что постановление о возбуждении дела не получал и не совершал ничего противозаконного, а возбуждение дела могло быть связано с его правозащитной деятельностью. Возбуждённое в итоге уголовное дело Зубков считал попыткой криминализировать гражданско-правовой спор: по его мнению, существовали некие «неизвестные фигуранты», которые двигали это дело. В то же время Зубков утверждал, что между ним и главой ярославского управления Следственного комитета Олегом Липатовым имели место конфликты в профессиональной деятельности, в том числе и по ходу судебного следствия.

## Первое рассмотрение дела
Рассмотрение дела вёл судья Заволжского районного суда города Ярославля Сергей Лупанов. Первоначально в отношении Зубкова была избрана мера пресечения в виде подписки о невыезде. В ходе судебного следствия Зубкову было предъявлено обвинение в двух покушениях на мошенничество и в фальсификации доказательств по гражданскому делу. Помимо обвинений в подделке документов, связанных с гражданским иском против Сергея Котова, ему также инкриминировали незаконное присвоение 4 млн. рублей за организацию предвыборной кампании гражданина Бурнусузяна, баллотировавшегося в муниципалитет. Поскольку Бурнусузян не прошёл в список парламентариев из-за технической ошибки в подготовленных Зубковым документах, он потребовал вернуть деньги: адвокат якобы пообещал продать ему квартиру по договору купли-продажи в обмен на получение договора и расписки о передаче средств на предвыборную кампанию. После передачи квартиры и получения соответствующих документов у Зубкова, по мнению следствия, возник умысел на получение денег за квартиру, для чего он обратился в суд с иском о взыскании задолженности по договору купли-продажи жилья, предоставив ряд сфабрикованных документов, однако суд не удовлетворил его иск.
По заявлению «Адвокатской газеты», 27 декабря 2017 года защитник Зубкова Олег Крупочкин также был принудительно приведён на допрос без предварительного судебного решения, подав жалобу на постановление следователя о допросе и бездействии сотрудников правоохранительных органов, но жалоба осталась без удовлетворения, а позже суд удовлетворил заявление обвинения об отводе защитника ввиду того, что он был допрошен как свидетель по делу. Судья также выносил ещё два постановления о приводе адвоката Крупочкина для допроса в качестве свидетеля, что сами Крупочкин и Зубков считали превышением полномочий: они отправляли руководителю следственного управления СКР по Ярославской области Александру Соболеву обращение с просьбой передать председателю СКР Александру Бастрыкину заявление о возбуждении дела в отношении судьи Лупанова по факту превышения полномочий. Также в ходе расследования Зубков обратился с открытым письмом к директору ФСБ России и в Администрацию Президента РФ, чтобы привлечь внимание к уголовному преследованию. 22 августа 2019 года после очередного судебного заседания Зубков сообщил секретарю о плохом самочувствии, обязавшись перезвонить на следующий день и сообщить о состоянии здоровья: он приобщил к ходатайству медицинские документы. Спустя почти неделю, 28 августа он был задержан в больнице и отправлен в СИЗО №1: по его словам, ходатайство об отложении было истолковано как основание для изменения меры пресечения на заключение под стражу. По мнению судьи Сергея Лупанова, нахождение Зубкова на амбулаторном лечении не являлось основанием для неявки в суд, поскольку заболевание не лишало его возможности присутствовать на заседании суда. 3 сентября благодаря поданной апелляции Зубков был освобождён из-под стражи. Интересы Зубкова в суде представляли не только Олег Крупочкин, но и адвокат Константин Голиков.

## Первый приговор и апелляция
Свою вину Зубков не признал и отказался давать показания, ссылаясь на Закон об адвокатуре, который запрещал адвокату давать показания без соответствующего судебного решения. Суд в итоге признал Зубкова виновными в преступлениях, предусмотренных частью 3 статьи 30, частью 4 статьи 159 и частью 1 статьи 303 УК РФ. 20 сентября 2019 года суд приговорил Зубкова к 4 годам лишения свободы, лишив его права заниматься юридической деятельностью на 2,5 года (обвинение требовало такой же тюремный срок и 3 года запрета на осуществление юридической деятельности). От отбывания наказания за фальсификацию доказательств Зубков был освобождён в связи с истечением срока, также смягчающим обстоятельством стали наличие малолетнего и несовершеннолетнего детей у Зубкова; отягчающих обстоятельств выявлено не было. В день вынесения приговора Зубков выложил в соцсетях материалы дела объёмом 35 томов и обжаловал приговор, обратившись к адвокатскому сообществу за юридической помощью.
Вместе с защитниками Голиковым и Крупочкиным Зубков подал апелляцию на приговор: адвокаты утверждали, что председательствующий судья не устранил многочисленные нарушения, допущенные на стадии следствия. Он добился того, чтобы Верховный суд России рассмотрел апелляцию за пределами Ярославской области, и 29 июня 2020 года Костромской областной суд отменил первоначальный приговор, освободив Зубкова из СИЗО под подписку о невыезде и направив дело в Заволжский суд Ярославля на рассмотрение в новом составе (предыдущие судьи не могли быть допущены к рассмотрению дела). Вместе с тем Зубкова не сразу освободили из-под стражи, поскольку постановление не поступило в изолятор в тот же день, когда оно было вынесено, что вызывало возмущение со стороны защитников.

## Повторное рассмотрение дела
30 декабря 2020 года Владимир Зубков направил в Верховный суд Российской Федерации ходатайство об изменении территориальной подсудности, утверждая, что его прежнее ходатайство о переносе рассмотрения дела в другой регион отклонили ярославские судьи. Также он направил открытое письмо Генеральному прокурору РФ Игорю Краснову и Председателю Верховного суда РФ Вячеславу Лебедеву с просьбой оказать помощь в удовлетворении этого ходатайства. По словам Зубкова, суд Второго кассационного суда общей юрисдикции направил уголовное дело в отношении Зубкова на доработку, однако прокуратура в нарушение закона забрала дело из областного суда, а заместитель председателя Заволжского районного суда Ярославля Антон Александров не только не подшил материалы дела по указанию вышестоящего суда, но и вернул Зубкову кассационные жалобы. Это открытое письмо, по словам адвоката Зубкова Михаила Каплина, было «вынужденной мерой защиты».
В апреле 2021 года Европейский суд по правам человека принял жалобу на приговор Зубкову. Защита в лице адвоката Александра Князькова утверждала, что суд допускал те же нарушения, что и при первом рассмотрении дела: ЕСПЧ пообещал рассмотреть жалобу при первой возможности. Князьков также подал ходатайство о возвращении уголовного дела прокурору в соответствии со статьёй 237 УПК, однако ходатайство было отклонено: он обжаловал решение, но в мае 2021 года судья Заволжского районного суда вернул жалобу Князькова без рассмотрения. Последующее рассмотрение уголовного дела осуществлял всё тот же Заволжский районный суд. В мае того же года Конституционный суд Российской Федерации начал рассматривать жалобу Зубкова на соответствие правоприменительной практики в его деле положениям Конституции, а в июне прокуратура официально запросила для Зубкова четыре года колонии общего режима и запрет на право заниматься адвокатской деятельностью в течение 2,5 лет.

## Приговор после повторного рассмотрения
28 января 2022 года суд снова вынес обвинительный приговор Зубкову, признав его виновным в совершении преступлений по двум эпизодам части 3 статьи 30, части 4 статьи 159 УК РФ (покушение на мошенничество в особо крупном размере) и двум эпизодам части 1 статьи 303 УК РФ (фальсификация доказательств). Зубков был приговорён к 4 годам лишения свободы с отбыванием наказания в колонии общего режима. От отбывания наказания по двум эпизодам фальсификации доказательств он был освобождён в связи с истечением сроков давности. Адвокат Александр Князьков заявил, что защита обжалует обвинительный приговор в связи с рядом процессуальных нарушений (в том числе в связи с нарушением императивных правил подсудности).
Князьков утверждал, что суд лишил сторону защиты представлять доказательства по делу, а приговор был основан на предположениях о виновности подсудимого, которые опровергались иными доказательствами по делу (показаниями свидетелей и письменными материалами). 27 июня 2022 года Костромской областной суд отклонил апелляцию и оставил в силе обвинительный приговор Зубкову: доводы защиты о нарушениях уголовно-процессуального законодательства, допущенных в ходе предварительного следствия, были признаны несостоятельными, поскольку они были исследованы первой судебной инстанцией и расценены там как несостоятельные. Зубков свою вину отказался признавать, заявив, что не нарушал законодательство при подаче гражданских исков против Котова или Бурнусузяна.
В июне того же года ЕСПЧ принял вторую жалобу Зубкова на рассмотрение уголовного дела. В октябре Зубков подал ходатайство о замене неотбытого срока лишения свободы на штраф, исправительный срок или ограничение свободы, но 9 марта 2023 года Заволжский районный суд Ярославля отказал ему в удовлетворении ходатайства, оставив в силе прежний приговор. 22 декабря 2023 года Заволжский районный суд удовлетворил новое ходатайство о смягчении наказания, заменив лишение свободы на принудительные работы сроком на 8 месяцев 5 дней с удержанием 10% зарплаты в доход государства. 15 января 2024 года Зубков вышел из колонии: принудительными работами он должен был заниматься в Угличе.